# Sicambre (cheval)
Sicambre (1948-1975) est un cheval de course pur-sang anglais.

## Carrière de courses
Élevé au Haras de Saint-Pair-du-Mont par son propriétaire le banquier, homme de lettres et champion olympique d'escrime Jean Stern, entraîné par Max Bonaventure et monté par Paul Blanc, Sicambre remporte ses deux premières courses à 2 ans, avant de tomber sur un os, la rapide pouliche Sanguine, dans le Prix Morny. C'est sa première défaite, ce sera la seule. Plus à l'aise sur 1 600 mètres, il termine son année par une victoire dans le Grand Critérium de Longchamp, qui le place tout en haut de la hiérarchie de sa génération. 
En avril 1950, Sicambre rentre victorieusement dans le Prix de Guiche, qu'il survole de six longueurs, puis il s'impose dans le Prix Greffulhe, confirmant son statut de numéro 1 de sa génération. Personne ne lui résiste sur la route du Prix du Jockey Club. Le Prix Hocquart n'est qu'une formalité sur la route du Derby français pour le désormais invincible poulain. Dans le grand rendez-vous de Chantilly, il n'a qu'un adversaire crédible, son compagnon de couleurs Free Man, invaincu lui aussi depuis le début de l'année et lauréat de la Poule d'Essai des Poulains. Mais lorsque les deux champions se retrouvent aux prises dans la phase finale, le challenger laisse passer son coéquipier, de toute façon supérieur, permettant à Jean Stern et Max Bonaventure de réaliser un doublé inédit. Sacré sur 2 400 mètres, Sicambre va démontrer sa tenue en montant sur les 3 000 mètres du Grand Prix de Paris, mais de justesse : s'il remporte une sixième victoire consécutive, il s'en faut d'une encolure à l'issue d'une vive empoignade pour que Lavarède, troisième du Jockey Club, brise sa série. Une revanche est prévue dans le Prix de l'Arc de Triomphe, où Sicambre doit se présenter après une étape dans le Prix Royal Oak. Mais le crack se blesse et doit mettre un terme prématuré à sa quasi parfaite carrière, et rejoint le haras, laissant le grand Tantième réaliser un doublé dans l'Arc.  

### Résumé de carrière
| Date        | Hippodrome       | Pays        | Course              | Distance    | Jockey      | Place       | Écart       | Vainqueur ou deuxième |
| 1950, 2 ans | 1950, 2 ans      | 1950, 2 ans | 1950, 2 ans         | 1950, 2 ans | 1950, 2 ans | 1950, 2 ans | 1950, 2 ans | 1950, 2 ans           |
| ----------- | ---------------- | ----------- | ------------------- | ----------- | ----------- | ----------- | ----------- | --------------------- |
| Juin        | Le Tremblay      | France      |                     | 1 000 m     | ―           | 1er         | ―           | ―                     |
| Juillet     | Maisons-Laffitte | France      |                     | 1 200 m     | ―           | 1er         | ―           | ―                     |
| Août        | Deauville        | France      | Prix Morny          | 1 200 m     | Paul Blanc  | 2e / 12     | 1/2         | Sanguine              |
| Octobre     | Longchamp        | France      | Grand Critérium     | 1 600 m     | Paul Blanc  | 1er         | encolure    | Pharsale              |
| 1950, 2 ans |                  |             |                     |             |             |             |             |                       |
| Avril       | Chantilly        | France      | Prix de Guiche      | 2 000 m     | ―           | 1er         | 6           | Le Tyrol              |
| Avril       | Longchamp        | France      | Prix Greffulhe      | 2 100 m     | Paul Blanc  | 1er         | 2           | Mât de Cocagne        |
| Mai         | Chantilly        | France      | Prix Hocquart       | 2 400 m     | Paul Blanc  | 1er / 6     | 3           | Levain                |
| Juin        | Chantilly        | France      | Prix du Jockey Club | 2 400 m     | Paul Blanc  | 1er / 14    | 1           | Free Man              |
| Juin        | Longchamp        | France      | Grand Prix de Paris | 3 000 m     | Paul Blanc  | 1er / 15    | encolure    | Lavarède              |

## Au haras
Retiré au Haras de Saint-Pair-du-Mont, Sicambre réalise une très belle carrière d'étalon, couronnée par un titre de tête de liste des étalons en France en 1966. Il est le père de : 
- Diatome - Prix Noailles, Washington, D.C. International, Prix Ganay, troisième du Prix de l'Arc de Triomphe 1965 derrière Sea Bird et Reliance.
- Roi Dagobert - Prix Lupin, Prix Greffulhe, Prix Noailles
- Belle Sicambre - Prix Saint-Alary, Prix de Diane
- Celtic Ash - Belmont Stakes
- Sicarelle - Oaks
- Ambergris - Irish Oaks
- Hermieres - Prix de Diane
- Cambremont - Poule d'Essai des Poulains

Enfin et surtout, Sicambre est le père de mère du légendaire Sea Bird, vainqueur du Prix de l'Arc de Triomphe en 1965 et qui passe pour l'un des plus grands champions de l'histoire des courses. Il meurt dans son haras en avril 1975, à 27 ans. 

## Origines
Sicambre est a fait passer à la postérité le nom de son père Prince Bio, vainqueur de la Poule d'Essai des Poulains en 1944, dont il est le principal titre de gloire au haras. La mère, Sif, une fille d'un autre champion de Jean Stern, Rialto (deuxième du Prix de l'Arc de Triomphe 1928), avait du talent puisqu'elle remporta le Prix Finlande. Elle a donné également la bonne Senones (Prix Pénélope), mère à son tour de Sigebert (par Alizier), vainqueur des Prix d'Harcourt, de Chantilly et Gontaut-Biron. Sif descend de Saperlipopette, deuxième de la Poule d'Essai des Pouliches en 1912 et jument-base de l'élevage de Jean Stern, décimé durant la seconde guerre mondiale avant de se relancer à la Libération, bien aidé par Sicambre. 

### Pedigree
| Origines de Sicambre (FR), mâle bai brun né en 1948 | Origines de Sicambre (FR), mâle bai brun né en 1948 | Origines de Sicambre (FR), mâle bai brun né en 1948 | Origines de Sicambre (FR), mâle bai brun né en 1948 |
| --------------------------------------------------- | --------------------------------------------------- | --------------------------------------------------- | --------------------------------------------------- |
| Père Prince Bio                                     | Prince Rose                                         | Rose Prince                                         | Prince Palatine                                     |
| Père Prince Bio                                     | Prince Rose                                         | Rose Prince                                         | Églantine                                           |
| Père Prince Bio                                     | Prince Rose                                         | Indolence                                           | Gay Crusader                                        |
| Père Prince Bio                                     | Prince Rose                                         | Indolence                                           | Barrier                                             |
| Père Prince Bio                                     | Biologie                                            | Bacteriophage                                       | Tetratema                                           |
| Père Prince Bio                                     | Biologie                                            | Bacteriophage                                       | Pharmacie                                           |
| Père Prince Bio                                     | Biologie                                            | Éponge                                              | Cadum                                               |
| Père Prince Bio                                     | Biologie                                            | Éponge                                              | Sea Moss                                            |
| Mère Sif                                            | Rialto                                              | Rabelais                                            | St. Simon                                           |
| Mère Sif                                            | Rialto                                              | Rabelais                                            | Satirical                                           |
| Mère Sif                                            | Rialto                                              | La Grêlée                                           | Helicon                                             |
| Mère Sif                                            | Rialto                                              | La Grêlée                                           | Grignouse                                           |
| Mère Sif                                            | Suavita                                             | Alcantara                                           | Perth                                               |
| Mère Sif                                            | Suavita                                             | Alcantara                                           | Toison d'Or                                         |
| Mère Sif                                            | Suavita                                             | Shocking                                            | Rabelais                                            |
| Mère Sif                                            | Suavita                                             | Shocking                                            | Saperlipopette (famille 7-e)                        |